# Viva el amor
Viva el amor  es el nombre del sexto álbum de estudio del cantante, compositor y productor musical uruguayo-mexicano Sergio Fachelli. Fue lanzado al mercado en 1986 bajo el sello discográfico Melody y grabado en México.

## Créditos
- Música: Sergio Fachelli
- Letra: Aníbal Pastor, Camilo Blanes y María Lar.
- Arreglos: Gene Page, Michael Cruz y Sergio Fachelli
- Dirección: Gene Page, Michael Cruz y Sergio Fachelli
- Ingeniero de grabación: Bruce Sugar
- Diseño de funda: Ignacio Alcántara
- Director creativo: Maritza López
- Fotografía: Héctor Carna
- Publicación: Melody Internacional

## Lista de canciones
| N.º | Título                      | Letras          | Música                        | Duración |  |
| 1.  | «Besos en la oscuridad»     | L. Anahí        | Sergio Fachelli               | 3:49     |  |
| 2.  | «Para qué están los amigos» | Sergio Fachelli | Sergio Fachelli               | 3:44     |  |
| 3.  | «Eres todo para mí»         | Sergio Fachelli | Sergio Fachelli               | 3:25     |  |
| 4.  | «Ven, ven ven»              | Sergio Fachelli | Sergio Fachelli               | 3:11     |  |
| 5.  | «Cada vez te quiero más»    | Sergio Fachelli | Sergio Fachelli               | 3:53     |  |
| 6.  | «Viva el amor»              | Sergio Fachelli | Sergio Fachelli               | 4:20     |  |
| 7.  | «Tú eres»                   | Sergio Fachelli | Sergio Fachelli, K. C. Porter | 3:37     |  |
| 8.  | «Dímelo amor»               | Sergio Fachelli | Sergio Fachelli               | 3:55     |  |
| 9.  | «Se acabó»                  | Sergio Fachelli | Sergio Fachelli               | 3:33     |  |
| 10. | «Tú con tu amor»            | L. Anahí        | Sergio Fachelli               | 3:10     |  |